# Hošana raba
Hošana raba (hebrejsky: הושענא רבה, Velká Hošana, Velká prosba) je židovský svátek, jenž se slaví poslední den svátku Sukot, neboli svátku stánků. Připadá na 21. tišri. Hošana raba je vyvrcholením hošanot (proseb z ústřední formulí Ana Adonaj, hoši'a na, „Prosím Hospodine, zachraň“), při kterých obec obchází synagogu s lulavem (ratolestí palmy, větvičkami vrby a snítkou myrty) a s etrogem (ovocným plodem cedrátem). Na Hošana raba se koná sedm obcházení (hakafot, sg. hakafa), každé z nich je věnováno jednomu z „hostů“: Abrahámovi, Izákovi, Jákobovi, Josefovi (někdy Pinchasovi), Mojžíšovi, Áronovi a Davidovi. Hošana raba je někdy přirovnávána pro kajícný charakter modliteb ke svátku Jom kipur, je také považována za závěrečný den „zpečetění“ osudu, jenž začal na Roš ha-šana.

## Zvyky na Hošana raba
Obcházení má mnoho výkladů. Mezi nejznámější patří přirovnání obcházení kolem bimy (vyvýšené pódium v synagoze) k obcházení zdí Jericha Izraelity pod vedením Jozua před jeho pádem (Jz 6, 15-20). Rovněž je v některých obcích zvykem zvykem troubit na šofar. Další výklad se týká slov Žalmu 26, 6: „Umývám v očistě své ruce, obcházím kolem oltáře Hospodinova“.
Zvyky na Hošana raba se mohou lišit od aškenázských, přes sefardské, orientální či chasidské židy. Někde je zvykem číst celou knihu Žalmů, jinde je následován zvyk podobný Šavu'ot, totiž celonoční studium Tóry. Sefardští židé mají ve zvyku recitovat prosebné modlitby (slichot) a číst a studovat celou knihu Deuteronomium.
Jedním ze zvyků, který je na Hošana raba naprosté většině židů společný, je otloukání vrbových větviček o podlahu v synagoze. Pět vrbových větviček (aravot), které jsou součástí lulavu, symbolizují tu část lidu Izraele, která ani nestuduje Tóru, ani nekoná dobré skutky. Po skončení svátku, kdy již tzv. čtyři druhy (tj. lulav & etrog) nejsou potřeba, se vrbové větvičky uchopí a tluče se s nimi o podlahu v synagoze jako symbolické odmítnutí a zavrhnutí hříchů. V Mišně (Suka 4:3) je proto Hošana raba označována jako „sedmý den vrby“ (יום שביעי של ערבה, jom ševi’i šel arava).